# Drive (The X-Files)
«Drive» es el segundo episodio de la sexta temporada de la serie de televisión de ciencia ficción The X-Files. Se estrenó en la cadena Fox en los Estados Unidos el 15 de noviembre de 1998. El episodio es una historia del «monstruo de la semana», desconectada de la amplia mitología de la serie. «Drive» obtuvo una calificación Nielsen de 11,0 y fue visto por 18,5 millones de personas en su emisión inicial. El episodio recibió críticas muy positivas de los críticos de televisión.
El programa se centra en los agentes especiales del FBI Fox Mulder (David Duchovny) y Dana Scully (Gillian Anderson) que trabajan en casos vinculados a lo paranormal, llamados expedientes X. Mulder cree en lo paranormal, mientras que a la escéptica Scully se le ha asignado la tarea de desacreditar su trabajo. En el episodio, Mulder queda atrapado en un automóvil por un hombre aparentemente trastornado, y Scully corre para determinar si el hombre sufre una enfermedad mortal y si Mulder está en peligro de convertirse en la próxima víctima de algún tipo de conspiración gubernamental.
El episodio fue escrito por Vince Gilligan, dirigido por Rob Bowman, y contó con la aparición especial de Bryan Cranston. Gilligan eligió a Cranston para interpretar al antagonista porque sintió que podía humanizar el papel con éxito. El éxito de Cranston en «Drive» lo llevó más tarde a ser elegido para interpretar a Walter White en la serie Breaking Bad de Gilligan para AMC.

## Argumento
En un reportaje en directo, una persecución automovilística a alta velocidad llega a su fin en el desierto de Nevada. Suponiendo que se trata de un secuestro, la policía saca a la pasajera del auto y la coloca bajo custodia protectora de un vehículo policial. El conductor, Patrick Crump (Bryan Cranston), es empujado al asfalto y esposado. La mujer, su esposa, comienza a golpearse violentamente la cabeza contra la ventanilla del vehículo policial. Mientras el helicóptero de noticias capta todo esto en video, la cabeza de la mujer explota, enviando un chorro de sangre a través de la ventana.
Mulder y Scully se enteran de esta extraña persecución de autos mientras trabajan en Buhl, Idaho, investigando un posible terrorismo interno. Mulder obliga a Scully a tomar un desvío a Elko, Nevada, con el presentimiento de que esto podría ser un expediente X. Crump, que ha comenzado a desarrollar síntomas de una enfermedad, es trasladado a una ambulancia. Mulder, deseando hablar con Crump, sigue a la ambulancia y acaba siendo secuestrado por Crump, que escapó de la policía.
Mulder se da cuenta de que Crump sufre una dolorosa sensación de presión acumulada en su cabeza y que la única forma de aliviar esta presión es conducir hacia el oeste. Al principio, Scully cree que Crump sufre algún tipo de infección; Ella lleva un equipo de materiales peligrosos para investigar la casa de los Crump y encuentra un perro que sufre los mismos síntomas y pájaros muertos en la propiedad de un vecino, pero al notar que la propia vecina, que es sorda, no estaba afectada, descubre un conjunto de antenas de la Marina de los EE. UU. emitiendo ondas ELF que se extiende debajo de su propiedad. Scully deduce que un aumento anormal en estas ondas provocó de alguna manera un aumento de presión en el oído interno de los habitantes cercanos. El movimiento hacia el oeste y un aumento de la velocidad parecen ser lo único que ayuda a aliviar el dolor del aumento de la presión.
Inicialmente, pensando que el agente del FBI es parte de una conspiración del gobierno, Crump obliga a Mulder a conducir a punta de pistola, enfureciéndolo en el camino con comentarios e insultos antisemitas. Finalmente, Mulder y Crump hacen las paces e intentan encontrar una solución antes de que sea demasiado tarde. Mulder le explica a Crump que Scully los encontrará en la costa del Pacífico, al final de la carretera. Allí insertará una aguja en el oído interno de Crump, con la esperanza de aliviar la presión. Sin embargo, cuando Mulder se encuentra con Scully y la policía en una playa de California, Crump ya ha muerto a causa de su condición. Mulder y Scully regresan a Washington D. C. y el asistente de dirección Alvin Kersh los reprende por desviarse de su asignación original y acumular grandes deudas durante la investigación de Crump, y se les advierte que tienen prohibido investigar más casos de los expedientes X.

## Producción

### Concepción, escritura y rodaje
Vince Gilligan, el escritor de «Drive», se inspiró para escribir el episodio basándose en una idea anterior que tuvo sobre un hombre que retenía a un individuo como rehén en un carrusel. Gilligan había presentado esta idea en varias reuniones previas sobre la historia y pronto se convirtió en una broma recurrente entre los escritores del programa, muchos de los cuales sentían que la premisa carecía de un misterio similar al de X-Files. Gilligan pronto revisó su historia para que después de que se cerrara el viaje, la cabeza del hombre explotara. Esto llevó a Gilligan a investigar varios experimentos gubernamentales y pronto conoció dos experimentos militares de la vida real: el Proyecto HAARP y el Proyecto ELF. El primero es un programa de investigación ionosférica financiado conjuntamente por la Fuerza Aérea de los EE. UU., la Armada de los EE. UU., la Universidad de Alaska Fairbanks y la Agencia de Proyectos de Investigación Avanzados de Defensa (DARPA), mientras que este último es un experimento de la Armada de los EE. UU. que se ocupa de longitudes de onda largas. Gilligan escribió así un guion que presentaba a un individuo que, debido a un experimento secreto con ondas sonoras, no podía frenar por miedo a romperse la cabeza.
Gilligan admitió que el episodio fue en parte un homenaje a la película de acción Speed (1994), y contiene una referencia a la película: cuando Crump y Mulder descubren que acelerar hacia el oeste es la clave del éxito, Mulder menciona que cree haber «visto esta película». El metraje de apertura está realizado al estilo de un informe de noticias, una dirección estilística que IGN sugirió que pretendía hacerse eco de la persecución del Ford Bronco de O.J. Simpson de 1994.

### Reparto

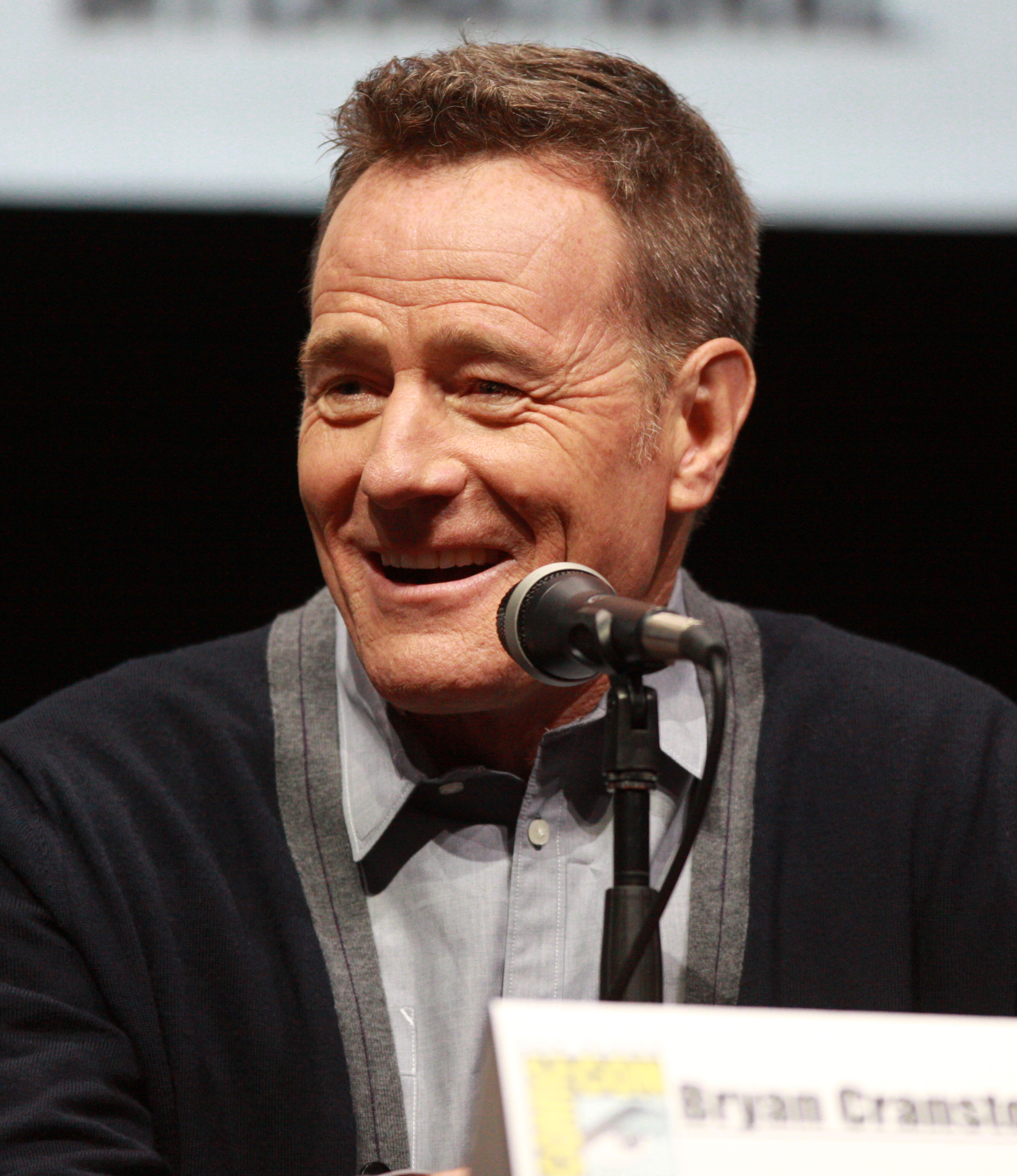
El papel de Bryan Cranston en «Drive» fue fundamental para su elección como Walter White.

Gilligan quería que Bryan Cranston fuera el antagonista del episodio porque «[la serie] necesitaba un tipo que pudiera dar miedo y un poco repugnante pero que al mismo tiempo tuviera una humanidad profunda y rotunda». En una entrevista con The New York Times, Gilligan declaró: «Teníamos este villano, y necesitábamos que el público se sintiera mal por él cuando murió. Solo Bryan era el único actor que podía hacer eso, que podía lograr ese truco. Y es un truco. No tengo idea de cómo lo hace». Rick Millikan, director de casting de The X-Files estuvo a punto de no elegir a Cranston; de hecho, ya se había elegido a un actor diferente cuando Cranston llegó para probar el papel. A pesar de que el papel ya había sido elegido, Millikan permitió que Cranston hiciera una audición y quedó muy satisfecho con su actuación, y finalmente lo eligió para el papel. El trabajo de Cranston en este episodio tendría más tarde un gran impacto en su carrera, ya que llevó a Gilligan a elegirlo como el personaje central Walter White en la serie de AMC Breaking Bad. Inicialmente, los ejecutivos de AMC no estaban seguros de esta decisión ya que solo estaban familiarizados con el trabajo de Cranston en la comedia Malcolm in the Middle. Sin embargo, quedaron convencidos después de ver su actuación en «Drive».
Gilligan, fanático del músico country Junior Brown, eligió a Brown como Virgil Nokes, el granjero que Mulder y Scully investigan al comienzo del episodio. Brown llegó en avión a petición y con gastos personales de Gilligan.

## Recepción

### Audiencia
«Drive» se emitió por primera vez en los Estados Unidos el 15 de noviembre de 1998. Este episodio obtuvo una calificación Nielsen de 11,0, con una participación de 16, lo que significa que aproximadamente el 11,0 por ciento de todos los hogares equipados con televisión y el 16 por ciento de los hogares miran televisión, sintonizaron el episodio. Fue visto por 18,50 millones de espectadores. Fox promocionó el episodio con el lema «No se detendrá ante nada».

### Reseñas
«Drive» recibió críticas muy positivas de los críticos. Zack Handlen de The A.V. Club escribió positivamente sobre el episodio, otorgándole una A y escribiendo que la entrada era «un gran ejemplo del motor que mantiene en movimiento la gran televisión». Handlen señaló que el clímax del episodio fue «tan conmovedor como lleno de suspenso» y trazó paralelismos entre la interpretación de Bryan Cranston del Sr. Crump y su eventual interpretación de Walter White de Breaking Bad, señalando que ambos ilustran la idea de que «Tienes que seguir moviéndote. Si te detienes, mueres». El sitio web de reseñas IGN lo nombró el noveno mejor episodio independiente de toda la serie de X-Files y elogió la interacción entre Crump y Mulder, escribiendo «es la interacción entre Mulder y Crump lo que hace que este episodio se destaque. [...] Crump aquí es un personaje antagónico pero desgarrador, y a medida que él y Mulder se convierten en aliados poco probables en su “impulso”, “Drive” a su vez se convierte en un episodio de X-Files memorablemente aterrador [...] debido al elemento quizás más aterrador del mundo del programa: la humanidad misma y los gobiernos que supuestamente nos protegen».
Colin Ellis de The Dashing Fellows llamó a «Drive», «posiblemente uno de los mejores episodios post-Fight the Future de [The X-Files]». Tom Kessenich, en su libro Examinations: An Unauthorized Look at Seasons 6–9 of the X-Files escribió positivamente sobre el episodio, diciendo «[G]racias a Dios por “Drive”, que aprovecha la idea de Speed, la exitosa película protagonizada por [Keanu] Reeves, pero la lleva en una dirección emocionantemente diferente». Continuó elogiando la escritura de Gilligan, señalando que el escritor tomó la premisa de Speed y le agregó «un maravilloso giro de X-Files». Paula Vitaris de Cinefantastique le dio al episodio una crítica muy positiva y le otorgó tres estrellas de cuatro. Aunque criticó levemente el caso que se estaba investigando como «pura tontería», Vitaris elogió el trabajo en equipo de Mulder y Scully y su capacidad para trabajar juntos a pesar de estar separados.

### Premios
«Drive» obtuvo un premio ASC de la American Society of Cinematographers por «Logros sobresalientes en cinematografía - Serie regular».